# Hydraecia confluens
Hydraecia confluens là một loài bướm đêm trong họ Noctuidae.